# Ikariam
Ikariam è un videogioco per browser strategico di simulazione storica, al quale possono giocare migliaia di persone nello stesso istante.
Il gioco, nato in Germania nel 2008, viene distribuito dalla Gameforge, come molti altri giochi, sulla scia di OGame, il famoso videogioco per browser che ha riscosso notevole successo in tutto il mondo.
In Germania il gioco è immediatamente un successo e in breve tempo viene distribuito anche in altri paesi, fino a raggiungere i 44 stati in cui è attualmente presente.
Il gioco è gratuito, ma acquistando del credito virtuale (detto Ambrosia) con denaro reale, si possono attivare diversi bonus e vantaggi.

## Struttura del gioco
Lo scopo del gioco è sviluppare una civiltà ambientata nell'antico mondo greco, costruendo e ampliando le proprie città su una serie di isole, e saccheggiando gli altri giocatori.
Il gioco si evolve in tempo reale e non conosce pause, ad esempio tutte le operazioni (spostarsi, costruire un edificio e così via) richiedono una certa quantità di tempo; il giocatore, di conseguenza, deve seguire costantemente il proprio impero oppure utilizzare una strategia volta a limitare i danni nei momenti in cui non può giocare.
Quando un giocatore effettua l'iscrizione online, gli viene chiesto di scegliere tra uno dei "mondi" disponibili, e gli viene assegnato un piccolo territorio su una città, su una delle isole disponibili scelta a caso: qui può fondare una prima Polis, ossia una città. Se il giocatore è stato invitato precedentemente da un altro già presente nel gioco tramite l'invio di un apposito link, non finirà in un'isola a caso, ma in quella del giocatore che l'ha invitato, o in un'isola vicina se la precedente era completamente occupata. Per permettere alla propria civiltà di espandersi è necessario raccogliere delle risorse: una è il legno, le altre sono le risorse di lusso, ossia marmo, zolfo, cristallo e vino. Su ogni isola sono presenti due punti di raccolta di risorse in cui far lavorare i propri cittadini: uno è fisso e fornisce legno, l'altro una risorsa di lusso. Una risorsa particolare è l'oro, che serve per pagare i soldati stanziati in città, comprare e vendere risorse e così via; la sua quantità aumenta automaticamente con il passare del tempo di un fattore che dipende da una serie di fattori, ad esempio ogni cittadino non lavoratore ne produce 3 unità all'ora.
Utilizzando queste risorse i giocatori possono costruire gli edifici delle città, sviluppare le tecnologie disponibili, fondare il proprio esercito e colonizzare altri territori, anche su isole diverse.
Le strategie di gioco generalmente usate sono tre:
- la tattica del "farmer" (contadino), dove il giocatore produce da solo una grande quantità di risorse disponibili sulle sue isole;
- la tattica del "crasher" detto anche "raider" (razziatore), dove il giocatore crea un grande esercito per attaccare le città di altri giocatori con lo scopo di sottrarre le loro risorse e di distruggere l'esercito avversario.
- una tattica mista, dove il giocatore si dedica sia allo sviluppo della città che agli attacchi contro gli altri giocatori.

I giocatori combinano le strategie elencate per scalare più velocemente possibile le varie classifiche del gioco.

### Mondi, isole e città
Ikariam è diviso in mondi i cui nomi seguono le lettere dell'alfabeto greco: Alfa, Beta, Gamma e così via.
Ogni mondo è ospitato su uno dei server di gioco disponibili, e i mondi sono quindi isolati uno dall'altro, motivo per il quale giocatori appartenenti a mondi diversi non possono interagire tra loro. Il regolamento di Ikariam prevede che ogni giocatore possa creare un solo account di gioco per mondo (possederne più di uno nello stesso mondo è punito con l'esclusione dal gioco), ma non pone limite al numero di mondi in cui ci si può iscrivere.

Visuale di una città con particolari riferiti ad Halloween. (La grafica è stata cambiata a partire dalla versione 0.5.0)

Il numero di server dipende a seconda della nazione in cui si gioca. In genere però se il gioco ha successo vengono aperti continuamente nuovi server. Nelle nazioni in cui il gioco è stato distribuito da tempo, come la Germania e il Regno Unito, sono già stati aperti più di 18 server. In quelle dove invece il gioco è presente da poco tempo ce ne sono 1 o 2.
Ci sono poi due mondi speciali, lo Speed server e il Test server:
- Lo Speed server ha i tempi di gioco velocizzati di quattro volte. Questo significa che se in un server normale un edificio impiega 20 minuti ad espandersi, in questo server ce ne vogliono solo 5.
- Il Test server invece è chiamato così perché al suo interno vengono pubblicate, prima che negli altri server, le nuove versioni del gioco, in modo tale che sia i giocatori che gli sviluppatori le possano appunto testare in anticipo.

Ogni mondo è diviso in isole in cui si hanno 16 spazi vuoti ognuno dei quali può ospitare una polis, più uno spazio extra utilizzabile se si usa denaro reale, per un totale di 17, dove i giocatori possono creare le loro città. Una volta costruita la prima città (la "capitale"), dopo aver sviluppato opportune tecnologie, è possibile espandere il proprio impero con altre città (le "colonie").

## Bonus giornaliero di Ikariam
A partire da 4 giorni dopo la registrazione, se si gioca ogni giorno, si riceve un bonus. Il bonus giornaliero consiste in una certa quantità supplementare di oro e vino.
Il valore di questo bonus aumenta ogni giorno, per un massimo di sei giorni di seguito, a patto di connettersi ogni giorno. Una volta raggiunta la ricompensa del settimo giorno, si ricevono temporaneamente ulteriori navi commerciali (per un limitato periodo di tempo si ricevevano cinque unità di ambrosia gratuita).
I bonus base vengono moltiplicati per il numero delle proprie città: questo significa che la quantità di risorse e navi bonus aumenta all`aumentare delle dimensioni del proprio regno.

## Gli edifici
In Ikariam ci sono diversi tipi di edifici che differiscono per funzione, costo e tempo di costruzione. Ogni edificio può essere fatto salire di livello per incrementarne i benefici a cui dà diritto. Nelle città gli edifici devono essere costruiti in appositi spazi indicati da bandiere di diverso colore: 14 rosse per gli edifici normali, 2 azzurre per gli edifici navali, una nera per la pirateria e una gialla per le mura.
Andando avanti con il livello dell'edificio, il tempo di costruzione aumenta e anche i costi.
Gli edifici si possono dividere a seconda della loro funzione:

### Edifici di base
- Municipio: è l'edificio principale della città. Al momento della registrazione o alla fondazione di una nuova colonia è l'unico edificio presente sul territorio, ed è l'unico che non potrà mai essere distrutto a meno che la colonia non venga abbandonata. Fornisce un riepilogo delle attività e delle esigenze della popolazione, ed è in grado di ospitare un certo numero di cittadini. Ogni espansione del municipio aumenta il numero massimo di cittadini che possono abitare nella città. Espandendo il municipio la città diventerà molto più grande, e il suo aspetto subirà via via delle modifiche, ad esempio appariranno campi coltivati, strade e ponti.

### Edifici con funzioni economiche
- Porto: è il luogo dove vengono inviate e ricevute le merci. Qui si possono acquistare inoltre le navi mercantili, indispensabili per il trasporto delle merci. Ampliando il porto diminuisce il tempo necessario a caricare le merci sulle navi.
- Magazzino: è il luogo dove vengono conservate e protette le risorse della città. Ad ogni livello di ampliamento il magazzino aumenta la capacità massima delle risorse di 8.000 unità, e la custodia massima di 480 unità.
- Discarica: questo edificio consente di aumentare la capacità di stoccaggio delle merci di 32.000 unità per ogni livello di espansione. A differenza del magazzino, però, non fornisce alcuna protezione contro i saccheggi.
- Mercato: nel mercato possono essere comprate o vendute le risorse. In questo edificio il giocatore può accettare un'offerta di altri giocatori o crearne una propria. La quantità di merci che possono essere comprate o vendute nel mercato viene incrementata ad ogni livello di espansione. La distanza massima delle isole con cui si può commerciare, invece, aumenta ogni due livelli.

### Edifici con funzioni militari
- Caserma: è il luogo dove vengono addestrate le truppe. Ad ogni livello di ampliamento diminuisce il tempo di addestramento delle truppe.
- Cantiere navale: è il luogo dove vengono costruite le navi da guerra. Ad ogni livello di espansione diminuisce il tempo di costruzione delle navi.
- Mura della città: grazie ad esse la città può essere difesa dagli attacchi, e l'unico modo per abbatterle è usare le truppe di artiglieria: un esercito senza artiglieria che attacchi una città cinta di mura, infatti, viene respinto. La resistenza, la capacità di contrattacco delle mura e la quantità massima di soldati della guarnigione della città aumentano ad ogni livello di ampliamento.
- Nascondiglio: qui si possono addestrare le spie, che possono essere impiegate per tenere d'occhio i movimenti degli altri giocatori; le spie sono anche capaci di azioni di controspionaggio, proteggendo a loro volta da attacchi da parte di spie nemiche. Ad ogni livello di espansione è possibile reclutare un maggior numero di spie.
- Tempio: è il luogo della fede e della contemplazione nel quale vivono i sacerdoti, onorando il loro Dio, unico per ogni isola. Ogni Dio mette a disposizione un miracolo, ossia un bonus, che è possibile attivare e utilizzare a proprio vantaggio, anche se per un periodo di tempo limitato. Ad esempio, il Miracolo di Poseidone rende più veloci le navi.

### Edifici con funzioni di sviluppo tecnologico
- Accademia: è il luogo dove ci sono i laboratori degli scienziati. Più il suo livello è alto, più scienziati può ospitare. Gli scienziati permettono di accumulare nel tempo una certa quantità di conoscenza, utilizzabile per sbloccare tecnologie e bonus.
- Officina: qui si può migliorare l'equipaggiamento delle truppe e delle navi da guerra. Ogni fase di miglioramento consente di ottenere nuovi sviluppi per truppe e navi, ad esempio potenziandone la corazza o la potenza di attacco.

### Edifici con funzioni di svago
- Taverna: qui i cittadini si ubriacano e si divertono, facendo salire la felicità nella città. Ad ogni livello di ampliamento la taverna può servire più vino. Più vino viene servito, più i cittadini sono contenti. Ogni livello della taverna aumenta la soddisfazione di +12 e il vino in essa servita di +60. Se la soddisfazione scende sotto il livello minimo, infatti, i cittadini si arrabbieranno e se ne andranno dalla città.
- Museo: qui vengono esposte le opere d'arte degli altri giocatori. Grazie al museo i cittadini accrescono la loro cultura, quindi la loro soddisfazione cresce. Ad ogni aumento di livello del museo si può stringere un accordo culturale in più con un altro giocatore, esponendo nel museo un'opera d'arte: ogni accordo culturale aggiuntivo permette di incrementare la soddisfazione della popolazione. Ogni livello in più del museo accresce di +20 la soddisfazione dei cittadini e ogni opera esposta accresce di +50 la soddisfazione dei cittadini.

### Edifici con funzioni politiche
- Palazzo: è il luogo dove risiede il re dell'impero. Questo edificio può essere costruito solo nella capitale. A ogni livello di ampliamento si può fondare una colonia.
- Residenza del Governatore: è il luogo dove risiede il governatore della colonia. Grazie a questo edificio diminuisce la corruzione nella città. Per eliminare la corruzione dalla città, che causa una diminuzione della produttività e della soddisfazione, la residenza del governatore deve essere di livello uguale al numero delle colonie (esclusa la capitale).
- Ambasciata: nell'ambasciata si incontrano gli ambasciatori delle varie nazioni. Grazie ad essa si può fondare un'alleanza o entrare a far parte di una già esistente. Ogni livello dell'ambasciata produce un punto diplomazia.

### Edifici per incrementare la produzione di risorse
- Casa del guardaboschi: per ogni livello di costruzione la produzione di legno viene incrementata del 2%.
- Tagliapietra: per ogni livello di costruzione la produzione di marmo viene incrementata del 2%.
- Torre dell'Alchimista: per ogni livello di costruzione la produzione di zolfo viene incrementata del 2%.
- Vetraio: per ogni livello di costruzione la produzione di cristallo viene incrementata del 2%.
- Viticoltore: per ogni livello di costruzione la produzione di vino viene incrementata del 2%.

### Edifici per ridurre la richiesta di risorse
- Carpenteria: la domanda di legno viene ridotta del 1% per ogni livello di costruzione.
- Ufficio dell'Architetto: la domanda di marmo viene ridotta del 1% per ogni livello di costruzione.
- Zona Pirotecnica: la domanda di zolfo viene ridotta del 1% per ogni livello di costruzione.
- Ottico: la domanda di cristallo viene ridotta del 1% per ogni livello di costruzione.
- Cantine: la domanda di vino viene ridotta del 1% per ogni livello di costruzione.

## La guerra e l'esercito

### La mano protettiva degli dei
Per consentire loro di progredire nel gioco, i nuovi giocatori di Ikariam non possono essere attaccati. Una colomba bianca posizionata accanto al nome della città indicherà che la protezione è attiva.
Questa protezione termina quando:
- il municipio è stato ampliato al livello 5 (livello 7 qualora si possieda un account premium Ikariam PLUS).
- Il giocatore ha inviato per la prima volta delle truppe con lo scopo di attaccare un avversario.
- Il giocatore ha fondato la prima colonia (arrivo delle navi).
- Il giocatore diventa inattivo.

### Gli scenari
In Ikariam sono previsti due tipi di combattimento: le battaglie navali in mare, e gli scontri con soldati e strumenti bellici sulla terraferma.
Gli attacchi via terra sfociano sempre in una battaglia su terra, a patto che il difensore abbia posizionato dei soldati e/o degli strumenti bellici nella sua città.
Qualora un attacco avvenga per mare, prima di tutto bisogna assicurarsi che l'avversario non disponga di alcuna nave da guerra per la difesa. In caso contrario, le navi mercantili con i soldati a bordo saranno intercettate e nel peggiore dei casi affonderanno.
Non appena il porto della città di destinazione non sarà più protetto, le truppe potranno approdarvi e combattere contro le eventuali unità da terra preposte alla difesa.
Dopo che un giocatore ha selezionato una città nemica sulla mappa dell'isola, sono disponibili le seguenti opzioni d'attacco:
- Saccheggio: non appena tutti i difensori saranno stati eliminati si potrà saccheggiare tutto ciò che non è protetto dai furti (vedi edificio: magazzino). Ciascuna nave mercantile caricherà 500 risorse. Quando tutte le risorse saranno state caricate, o la capacità massima di carico sarà stata raggiunta, la flotta si metterà in viaggio per il ritorno.
- Blocco del porto: le navi da guerra impediscono i trasporti verso e dalla città nemica bloccata.
- Occupazione della città: si può utilizzare la città occupata come base per le proprie truppe.

### Classi di unità
In Ikariam le unità di combattimento si suddividono in classi. La classe di unità definisce i compiti dei propri membri sul campo di battaglia.
- La fanteria pesante: è la colonna portante di ogni esercito. Nel combattimento ravvicinato essa attacca le unità avversarie o ne contrasta l'assalto, proteggendo quindi le unità di combattimento a distanza e le unità di artiglieria posizionate dietro di essa.
- La fanteria leggera: è composta da combattenti corpo a corpo che, grazie ad armature particolarmente leggere, si caratterizzano per l'agilità dei loro movimenti. La fanteria leggera combatte lungo il fianco, ma i suoi combattenti possono anche essere impiegati nella linea di combattimento principale, qualora la fanteria pesante non basti.
- I combattenti a distanza: stazionano dietro la linea di combattimento principale. Da questa posizione piuttosto sicura essi sostengono la fanteria e riducono il numero dei nemici mentre questi ultimi stanno ancora marciando.
- L'artiglieria: attacca le mura della città. Dopo averle rase al suolo, l'artiglieria spara a fuoco sui combattenti corpo a corpo, cagionando loro danni enormi.
- I bombardieri: sono unità aeree alle quali spetta il compito di radere al suolo l'artiglieria avversaria prima ancora che essa inizi a combattere. Una volta annientata l'artiglieria, i bombardieri attaccano, in ordine, la linea di combattimento a distanza, la linea di combattimento principale e infine i fianchi
- La contraerea: intercetta i bombardieri prima che questi colpiscano i loro obiettivi. In questo modo, essa impedisce ai bombardieri di arrecare troppi danni. In assenza di bombardieri, la contraerea attacca la contraerea nemica. Essa non può combattere contro altri obiettivi.
- Truppe di approvvigionamento: si compongono di due tipi di unità, i dottori e i cuochi. Essi, pur non partecipando direttamente all'avvenimento bellico, sostengono in un modo o nell'altro l'esercito. Ciascuna unità presta un determinato tipo d'aiuto: i cuochi fanno salire il morale all'esercito esercito e i dottori curano le unità ferite.
- Mura: nella difesa della città, le mura assolvono la funzione di linea di combattimento principale. La forza dei sistemi di blindatura e la forza delle armi, così come i punti salute delle mura, dipendono dal livello di ampliamento delle mura stesse (vedi edificio: mura della città). In alcuni casi solo l'artiglieria è in grado di penetrare le mura. Finché anche una sola parte delle mura è eretta, non è possibile attaccare la città dai fianchi. Non appena gli attaccanti distruggono una parte delle mura, aprendo quindi una breccia, le unità di difesa si spostano in avanti per cercare di bloccare l'apertura. Se gli attaccanti riescono a radere completamente al suolo le mura, essi possono procedere all'attacco dei fianchi. Le mura saranno ricostruite al termine della battaglia.

### Il campo di battaglia
Su un campo di battaglia possono schierarsi massimo sei formazioni. L'ordine d'attacco delle singole è:
- contraerea
- aria
- fianco
- artiglieria
- linea di combattimento a distanza
- linea di combattimento principale

1: Truppe d'approvvigionamento

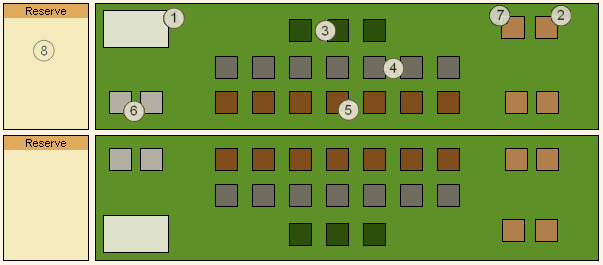
Disegno di un Campo di battaglia.

- Può contenere solo unità della classe "Truppe d'approvvigionamento".
- Può contenere una quantità illimitata delle unità.
- Le truppe di approvvigionamento non partecipano all'avvenimento bellico.

2: Bombardieri
- Può contenere solo unità della classe "Bombardiere".
- Le unità con le armi più forti vengono posizionate per prime.
- Ordine d'attacco: artiglieria, linea di combattimento a lungo raggio, linea di combattimento principale, fianco

3: Artiglieria
- Può contenere solo unità della classe "Artiglieria".
- Le unità con le armi più forti vengono posizionate per prima.
- Sequenza d'attacco: linea di combattimento principale, fianchi

4: Linea di combattimento a lungo raggio
- Può contenere solo unità della classe "Linea di combattimento a lungo raggio".
- Le unità con le armi più forti vengono formate per prime.
- Sequenza d'attacco: linea di combattimento principale, fianchi, linea di combattimento a distanza

5: Linea di combattimento principale
- È completato in primo luogo dalla fanteria pesante. In caso di assenza, la fanteria pesante è sostituita dalle seguenti classi di unità: fanteria leggera o combattenti a distanza che non hanno più munizioni.
- Le unità con meno punti salute in assoluto vengono posizionate per prime.
- Sequenza d'attacco: linea di combattimento principale, linea di combattimento a distanza, artiglieria, fianchi

6: Fianco
- Può contenere solo unità della classe "Fanteria leggera".
- Le unità con meno punti salute in assoluto vengono formate per prime.
- Sequenza d'attacco: fianchi, linea di combattimento a distanza, artiglieria, linea di combattimento principale

7: Contraerea
- Può contenere solo unità della classe "Contraerea".
- Le unità con le armi più forti vengono formate per prime.
- Sequenza d'attacco: bombardiere, contraerea

8: Riserve
La riserva comprende tutte le unità per le quali non c'è posto sul campo di battaglia.

### Danni e perdite
Ogni unità che partecipa alla battaglia ha un valore di salute, che viene espresso in punti. Se un'unità subisce dei danni, essi saranno sottratti dai suoi punti salute. Se il valore dei punti salute scende a zero, l'unità sarà distrutta. Per proteggersi dai danni le unità hanno a disposizione un'armatura.
L'armatura è sottratta direttamente dal danno. Questo significa che se un'unità con armatura 3 subisce un attacco di danno 5, essa patirà un danno salute pari a 2 punti salute (5-3=2).
Dispersione:
Tutte le unità di una formazione attaccano contemporaneamente. La concentrazione del danno dipende dalla precisione dell'arma. Più l'arma sarà imprecisa, più il colpo sarà ad ampio raggio, e quindi più obiettivi saranno colpiti contemporaneamente. Una precisione di tiro elevata implicherà invece maggiori perdite.
Guarigione:
Finché un'unità è solo 'ferita' e non distrutta, ma ha ancora i punti salute, l'unità che ha abilità curative possono ristabilire il numero dei punti salute alla fine del round. Queste unità si trovano tra le truppe d'approvvigionamento.
Sfondamento:
La linea di combattimento principale e il fianco sono in grado di sfondare le linee degli avversari. Questo succede quando la formazione bersaglio è stata annientata completamente, e la formazione attaccante presenta unità che non hanno ancora sferrato il loro attacco. Può anche accadere che vengano annientate più formazioni contemporaneamente.

### Morale
L'esito di una battaglia non è determinato solo dal numero dei soldati e dall'equipaggiamento bellico, bensì anche dal morale dei combattenti. All'inizio di una battaglia il morale degli eserciti e dei combattenti è al massimo. Al termine di ciascun turno di combattimento, il morale viene ricalcolato: esso può aumentare o diminuire a causa di diversi fattori. Se il morale scende a zero, l'esercito si scompone e si sparpaglia. I seguenti fattori determinanti sono:
Negativi:
- Spossato. Il morale diminuisce ad ogni turno.
- Si sono subiti più danni del proprio avversario.
- La parte avversaria combatte con più soldati e con più strumenti bellici.
- La parte avversaria è formata da più nazioni.
- La propria artiglieria e il proprio corpo di combattenti a distanza sono stati attaccati ai fianchi.
- La propria artiglieria è stata bombardata.
- La propria linea di combattimento principale è stata sfondata.
- Le mura della parte avversaria non sono state danneggiate a sufficienza.

Positivi:
- Unità che migliorano il morale: si trovano di solito tra le truppe di approvvigionamento.

### Battaglie navali
Anche in mare c'è una linea di combattimento principale. Le navi con armi a lungo raggio bombardano, invece, gli avversari dalla seconda fila. I sottomarini attaccano le navi con bombe di superficie e non possono essere colpiti da esse, ma solo da altri sottomarini.
Ovviamente in mare non ci sono mura cittadine o altri ostacoli di questo tipo da superare, quindi non ci sono nemmeno navi artigliere.

## Le alleanze
In Ikariam c'è la possibilità di fondare o entrare a far parte di un'alleanza. Questo significa che ci si può unire ad altri giocatori al fine di aiutarsi reciprocamente a livello militare ed economico per far avanzare al meglio il proprio impero.
L'appartenenza ad un'alleanza non cambia di molto lo svolgimento e i meccanismi del gioco, ma oltre a permettere la collaborazione tra i vari membri, favorisce anche la conoscenza tra questi ultimi. Una delle finalità che si propongono molte persone che si affacciano a questi giochi è, infatti, quella di conoscere persone nuove, con le quali si entra in contatto quotidianamente attraverso il gioco, magari intrecciando un'amicizia che potrebbe sfociare in un incontro nella vita reale.
Ogni alleanza decide autonomamente le proprie regole, come per esempio richiedere un punteggio minimo per l'ingresso oppure una certa attitudine e propensione al combattimento, e si presenta al resto del gioco attraverso una pagina esterna gestita dai fondatori dell'alleanza.
Ogni giocatore è libero di entrare in un'alleanza oppure mantenere una condotta di gioco solitaria.

### Le cariche
L'alleanza è governata da quattro cariche principali così divise:
- Leader: È il fondatore e capo dell'alleanza. Per consentire l'ingresso di nuovi giocatori deve costruire ed espandere ad alti livelli l'ambasciata.

1. Riceve un piccolo bonus giornaliero di risorse, che dipende dal numero dei membri dell`alleanza (questo bonus non è tuttavia attivo).
2. Può cambiare il nome e la tag dell`alleanza.
3. Può assegnare i ruoli di diplomatico, generale e ministro degli interni
4. Può sciogliere l'alleanza.
5. Può nominare un nuovo capo, a condizione che abbia abbastanza punti diplomazia, disponibili, per accogliere tutti i membri dell`alleanza.

- Ministro degli interni: È la seconda carica dell'alleanza per importanza.

1. Responsabile dell`ammissione dei nuovi membri e della cancellazione dei vecchi membri dall`alleanza.
2. Può vedere le risorse di tutti i membri dell`alleanza.
3. Può creare e assegnare le posizioni all`interno dell`alleanza.
4. Può modificare la pagina interna dell`alleanza, visibile solamente ai membri.

- Generale: È colui che si occupa della parte militare dell'alleanza, gestendo attacchi e difese.

1. Può vedere tutte le truppe e le navi da guerra dei membri.
2. Può vedere tutti gli attacchi inviati da o verso i membri dell`alleanza.
3. Può richiamare gli attacchi dei membri dell`alleanza.

- Diplomatico: È colui che si occupa di tutto ciò che avviene fuori dall'alleanza. Esso può:

1. Può modificare la pagina esterna dell`alleanza che può essere vista da tutti i giocatori.
2. Può gestire gli accordi dell`alleanza.
3. Riceve i messaggi inviati all`alleanza.

Oltre a queste cariche, ne possono essere istituite molte altre dal Ministro degli interni, che però non hanno particolari funzioni o capacità. Servono più che altro a definire il ruolo e il grado dei vari membri.

## Le forme di governo
In Ikariam è possibile scegliere la forma di governo più adatta al proprio stile di gioco, con i suoi vantaggi e svantaggi
Forme di Potere
Ikacrazia (Re dell'Isola)
- Requisiti: Nessuno
- Vantaggi: Nessuno
- Svantaggi: Nessuno

Aristocrazia (Nobilità)
- Requisiti: Codice d`Onore (Militare)
- Vantaggi:

1. 20% riduzione del tempo di costruzione degli edifici
2. +20% Difesa dallo spionaggio

- Svantaggi:

1. +3% corruzione in tutte le città (tranne la Capitale)

Democrazia (Persone)
- Requisiti: Mercato (Navigazione)
- Vantaggi:

1. +75 soddisfazione in tutte le Città
2. +1 punto ricerca all'ora per ciascun accordo culturale stipulato

- Svantaggi:

1. -20% Difesa dallo spionaggio
2. 5% aumento del tempo di costruzione delle truppe (non le flotte!)

Dittatura
- Requisiti: Formazione del governo (Scienza)
- Vantaggi:

1. 2% riduzione del costo di mantenimento per le unità e le navi da guerra
2. 2% di velocità nella costruzione di truppe e navi da guerra
3. 2 Navi mercantili

- Svantaggi:

1. -75 soddisfazione in tutte le Città

Nomocrazia (Regolata dalle leggi)
- Requisiti: Legislazione (Economia)
- Vantaggi:

1. -5% corruzione in tutte le Città
2. 20% Difesa dallo spionaggio

- Svantaggi:

1. 5% del tempo di costruzione di truppe e navi da guerra
2. 50% del tempo di carico nei propri Porti

Oligarchia (Il potere è nelle mani di poche persone)
- Requisiti: Formazione del governo (Scienza)
- Vantaggi:

1. +5 raggio del Mercato
2. +10% velocità delle Navi mercantili
3. 2% meno costi di mantenimento per le navi da guerra
4. 2 Navi mercantili

- Svantaggi:

1. 20% aumento del tempo di costruzione degli edifici
2. +3% corruzione in tutte le Città

Tecnocrazia (Scienziati)
- Requisiti: Esperimenti (Scienza)
- Vantaggi:

1. +5% punti ricerca
2. +20% produttività dei lavoratori extra [quelli in sovrapproduzione per capirci]

- Svantaggi:

1. +1 oro all'ora per ogni Scienziato

Teocrazia (Preti)
- Requisiti: Religione di Stato (Scienza)
- Vantaggi:

1. -20% cooldown per tutti i Miracoli
2. 1 oro all'ora per Sacerdote [che generalmente non generano oro]
3. Bonus soddisfazione (il bonus sarà dato dalla formula: Tasso di conversione della propria popolazione x 2; fino ad un massimo di +150 soddisfazione)

- Svantaggi:

1. 5% meno punti ricerca all'ora
2. -20 soddisfazione in tutte le città senza Templi

Anarchia
- Requisiti: Rivoluzione
- Vantaggi: Nessuno
- Svantaggi:

1. 25% corruzione in tutte le Città

Sarà possibile diminuire questa corruzione aggiuntiva con più alti livelli di Palazzo/Residenze
1. Tutte le Truppe e Navi da guerra ritornano alle proprie città se sono stazionate in città straniere o se sono sulla via verso città straniere
2. Tutte le Truppe e Navi da guerra si disperdono automaticamente se stanno combattendo in città o porti stranieri
3. Non è possibile muovere le unità durante l'anarchia
4. Non è possibile addestrare le unità durante l'anarchia
5. Non è possibile inviare spie in missione o ordinare loro di effettuare una spiata

Casi speciali
L'occupazione della capitale causa la Xenocrazia (regolata da altri): tutti i vantaggi e gli svantaggi della Forma di Potere attuale sono dimezzati!